# Военная геология

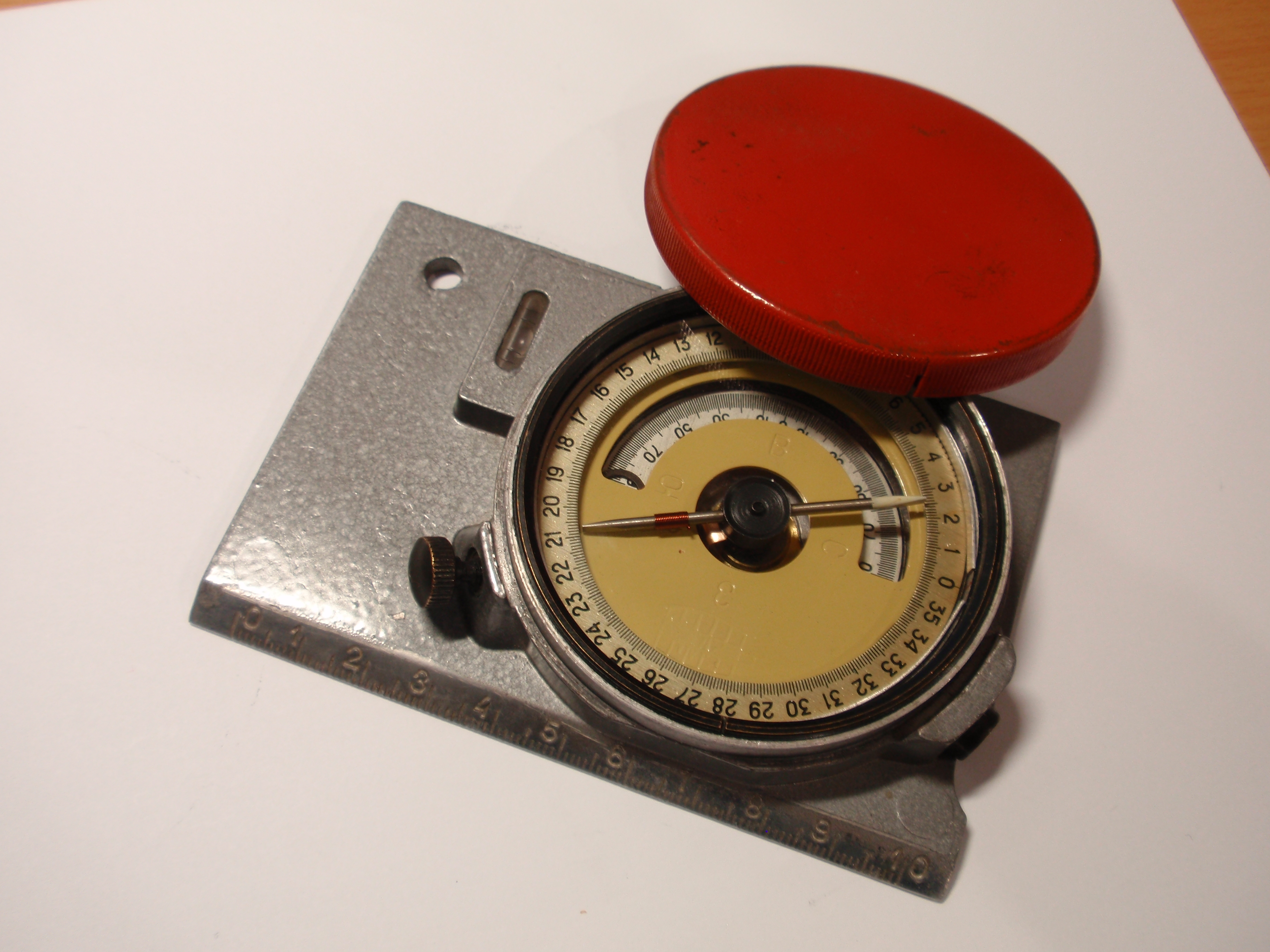
Геологический компас — инструмент военного геолога.

Военная геология — отрасль геологии, занимающаяся приложением её к потребностям различных отраслей военного и военно-инженерного дела.
Иногда её разделяют на военную геологию мирного и военного времени.

## Описание
Военная геология одна из дисциплин (предметов) военной науки. Она изучает геологическое строение местности и гидрогеологические условия, исходя из требований инженерного обеспечения военных (боевых) действий войск и сил, обоснования размещения различных фортификационных сооружений, аэродромов, военных дорог и мостов, военных гидротехнических и других сооружений, организации водоснабжения войск, оценки проходимости местности различными родами войск, а также поиска и разведки подземных вод, строительных материалов и стратегического сырья.

## История

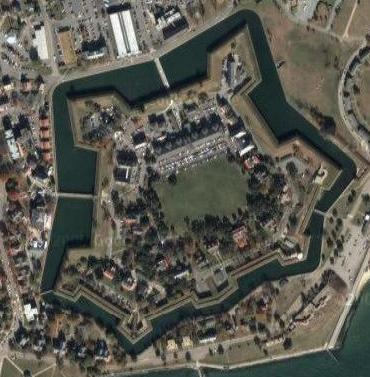
Фортификация.

Изучение геологической строения местности и гидрогеологических условий применялось для военных целей при строительстве укреплений и их обороне.
Во время Первой мировой войны военно-геологическое обслуживание армий стало планомерным приняло широкий и систематический характер. В английской, американской, германской и австро-венгерской армиях создавались специальные военно-геологические службы, а в русской, французской и некоторых других армиях к решению геологических вопросов на театрах военных действий привлекались гражданские геологи и научно-исследовательские учреждения.
В 1930-х годах в европейских странах данные военной геологии использовались при строительстве оборонительных линий (Мажино, Зигфрида, Маннергейма). В дальнейшем широкое распространение в военных целях получило изготовление геологических и гидрогеологических карт, которые использовались при организации водных преград и осуществлении войсковых манёвров.
В СССР военно-геологические отряды (ВГО) были созданы и использовались во время Великой Отечественной войны. В военно-геологические отряды в основном входили геологи-четвертичники и почвоведы. 
Геологи поисковики мобилизовывались для разведки и добычи полезных ископаемых. Оценивались запасы минеральных ресурсов противника и союзников. 
Создавались оперативные оборонные комиссии по маскировке, аэросъёмке, редким элементам, географии соседних стран, гидрогеологии, строительным материалам фронта. А. Е. Ферсман принимал участие и возглавлял несколько таких комиссий (в 1915—1917 и в 1941—1943 годах), выпустил ряд статей, прочёл лекцию по радио и написал книги «Война и стратегическое сырьё», «Геология и война». Геологи внесли существенный вклад в дело обеспечения фронта всем необходимым во время Великой Отечественной войны. Они решали широкий круг важнейших стратегических и тактических задач: поисково-разведочные работы, открытие месторождений углеводородного сырья, цветных и чёрных металлов, а также деятельность гидрогеологов и специалистов в области четвертичных отложений по обеспечению питьевой водой, составлению боевых карт проходимости и решение многих других задач.
В 1942—1945 годах в США был создан «Military Geology Unit» из 88 геологов, 11 почвоведов и вспомогательного персонала.
В настоящее время военно-геологические службы существуют во многих армиях мира.

## Задачи
Основные задачи военной геологии:
- Изыскание и добыча минерального, строительного и прочих видов сырья для военных нужд.
- Водоснабжение армии.
- Возведение построек.
- Подземные работы и сооружения.
- Прокладка дорог, путей и лётных полей.
- Исследование природных качеств местности для его рационального использования при наступлении и обороне.
- Создание военно-геологических карт.
- Проведение военно-геологической разведки.
- Оценка запасов стратегического сырья.